# جهة فاعلة غير حكومية عنيفة

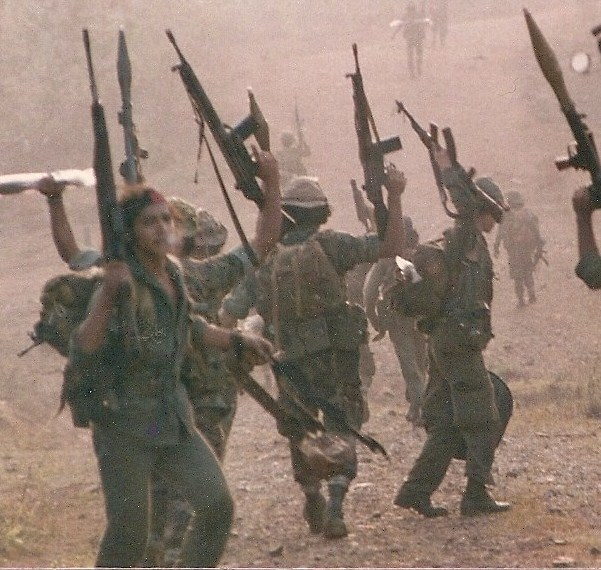

 جهات فاعلة غير حكومية عنيفة  (بالإنجليزية: Violent non-state actor)‏ هي جهات غير حكومية، أفراد أو جماعات تمتلك قوة اقتصادية، سياسية أو اجتماعية تمارس التأثير على المستوى القومي وأحياناً الدولي دون انتمائها إلى مؤسسة دولة معينة، وتوظف العنف لتحقيق أهدافها. تنخرط هذه الجهات في إرهاب وإفساد السياسيين، غسيل عوائدها المالية وفي مجموعة واسعة من الأعمال التي تتحدى وتضعف سيادة الدولة. بتعبير آخر، هي كيانات مسلحة ومستقلة بشكل كبير أو كلي عن الحكومة المركزية.
تواجدت هذه الجماعات بصيغ وأشكال مختلفة عبر فترات طويلة من التاريخ البشري، فهي ليست ظاهرة حديثة في حد ذاتها. غير أنها لم تعد مهمة في القرن العشرين لترسيخ الدول لسلطاتها والتنافس بين الدول القومية القوية. بعضها قد يكون منضوياً في أجهزة الدولة بشكل جزئي، وحزب الله في لبنان أوضح هذه الأمثلة لجماعة ليست دولة داخل الدولة فحسب، بل فوقها. حيث بامكانها أن تعلن الحرب على دول وجماعات أخرى وتدخل في نزاعات ومعارك خارج الحدود القومية. في الشرق الأوسط، غياب شرعية الحكومات وفسادها وتهميشها المتعمد لقطاعات مجتمعية بعينها، يخلق المناخ الملائم لتنامي هذه الجماعات والتي قد تحمل مطالب عادلة في بعض الحالات، ولكن معظمها في الحالة الشرق أوسطية تكون عابرة للقوميات أو امتدادات لدول أخرى ولا تعترف بهيكل الدولة القومية أساساً.